# Ширяев, Василий Михайлович (полковник)
Василий Михайлович Ширяев (1885 — не ранее 1918) — подполковник 18-го драгунского Северского полка, герой Первой мировой войны, участник Белого движения.

## Биография
Из дворян. Уроженец Волынской губернии. Общее образование получил в Грубешовской прогимназии.
В русско-японскую войну — урядник 2-го Дагестанского конного полка. За боевые отличия был произведен в прапорщики запаса армейской кавалерии (производство утверждено Высочайшим приказом от 12 ноября 1906 года). Позднее был переведен в 18-й драгунский Северский полк. В 1910 году окончил Тверское кавалерийское юнкерское училище, откуда выпущен был корнетом в тот же полк.
В Первую мировую войну вступил в рядах северских драгун. Произведен в поручики 10 сентября 1914 года «за выслугу лет». Удостоен ордена Св. Георгия 4-й степени
За то, что 8 ноября 1914 года, во время атаки к югу от с. Брезины обоза германского гвардейского резервного корпуса, получив приказание обстрелять неприятеля, с двумя пулеметами лихо выскочил на позицию в 1400 шагах от этого обоза и в 1800 шагах от неприятельских орудий, одним пулеметом стал действовать по прикрытию обоза, а другим по неприятельской батарее, осыпавшей его шрапнельным огнем; результатом таких действий было то, что орудия противника должны были замолчать, так как вся прислуга была перебита, а прикрытие обоза было обращено в паническое бегство.
Произведен в штабс-ротмистры 13 мая 1916 года, в ротмистры — 20 мая того же года. В 1917 году был произведен в подполковники и назначен командиром дивизиона смерти Кавказской кавалерийской дивизии.
С началом Гражданской войны прибыл в Добровольческую армию во главе своего дивизиона. До 9 февраля 1918 года с отрядом находился на фронте под Батайском. Участвовал в 1-м Кубанском походе в должности командира 4-й роты Офицерского (Марковского) полка, был переименован в полковники. Дальнейшая судьба неизвестна.

## Награды
- Орден Святого Георгия 4-й ст. (ВП 7.04.1915)
- Орден Святой Анны 4-й ст. с надписью «за храбрость» (ВП 23.06.1915)
- Орден Святого Станислава 3-й ст. с мечами и бантом (ВП 16.05.1916)